# Підстановка Абеля
Підстановка Абеля була запропонована Н.Г. Абелем для обчислення значень інтегралів типу:

{\displaystyle \int {dx \over (ax^{2}+bx+c)^{\frac {2m+1}{2}}}=\int {dx \over Y^{\frac {2m+1}{2}}}=\left({4 \over 4ac-b^{2}}\right)^{m}\int (a-t^{2})^{m-1}dt,}
де {\displaystyle m\!} є цілим додатнім числом, {\displaystyle Y=ax^{2}+bx+c\!}, а 
змінна {\displaystyle t\!} задається виразом (1) (див Розв'язок).

## Розв'язок
Підстановка Абеля пов'язана з похідною від виразу {\displaystyle Y\!} так
{\displaystyle t=({\sqrt {Y}})'={Y' \over 2{\sqrt {Y}}}={ax+{\frac {b}{2}} \over {\sqrt {ax^{2}+bx+c}}},}          (1)
де враховано, що похідна {\displaystyle Y'=2ax+b\!}. 
Коли піднести поданий вираз до квадрата та помножити на 
{\displaystyle 4Y\!} матимемо, що
{\displaystyle 4t^{2}Y=(Y')^{2}={Y' \over 2{\sqrt {Y}}}=4a^{2}x^{2}+4abx+b^{2}.}
Далі, віднявши цей вираз від добутку {\displaystyle 4aY=4a^{2}x^{2}+4abx+4ac\!} отримаємо в результаті 
{\displaystyle 4aY-4t^{2}Y=4Y(a-t^{2})=4a^{2}x^{2}+4abx+4ac-(4a^{2}x^{2}+4abx+b^{2})=4ac-b^{2}.\!}
Звідки {\displaystyle Y\!} визначається як
{\displaystyle Y={4ac-b^{2} \over 4}{1 \over a-t^{2}}}
й відповідно
{\displaystyle Y^{m}=\left({4ac-b^{2} \over 4}\right)^{m}{1 \over (a-t^{2})^{m}}.}          (2)
З виразу (1) також можна отримати наступну рівність
{\displaystyle t{\sqrt {Y}}=ax+{\frac {b}{2}},}
продиференціювавши яку, з врахуванням що {\displaystyle d({\sqrt {Y}})=tdx\!} (див. вираз (1)), знаходимо
{\displaystyle (t{\sqrt {Y}})'=dt{\sqrt {Y}}+td({\sqrt {Y}})=dt{\sqrt {Y}}+t^{2}dx=adx.}
Відповідно, після рознесення виразів з {\displaystyle t\!} та з {\displaystyle x\!} по різні боки цього рівняння, матимемо
{\displaystyle {dx \over {\sqrt {Y}}}={dt \over (a-t^{2})}.}          (3)
Далі, поділивши попарно ліву та праву частини виразу (3) відповідно на ліву та праву частини виразу (2) знаходимо що
{\displaystyle {dx \over {\sqrt {Y}}}{1 \over Y^{m}}={dx \over Y^{\frac {2m+1}{2}}}={dt \over (a-t^{2})}\left({4 \over 4ac-b^{2}}\right)^{m}(a-t^{2})^{m}=\left({4 \over 4ac-b^{2}}\right)^{m}(a-t^{2})^{m-1}dt.}
Тому використовуючи підстановку Абеля початковий інтеграл можна записати у вигляді:
{\displaystyle \int {dx \over Y^{\frac {2m+1}{2}}}=\int \left({4 \over 4ac-b^{2}}\right)^{m}(a-t^{2})^{m-1}dt=\left({4 \over 4ac-b^{2}}\right)^{m}\int (a-t^{2})^{m-1}dt}
де можна легко провести інтегрування по змінній {\displaystyle t\!} для цілих додатних значень {\displaystyle m\!} й після інтегрування просто підставити в кінцевий результат значення змінної {\displaystyle t\!} (див. вираз (1)).

## Приклади
Для випадку {\displaystyle m=1\!} матимемо:
{\displaystyle \int {dx \over (ax^{2}+bx+c)^{\frac {3}{2}}}={4 \over 4ac-b^{2}}\int dt={4t \over {4ac-b^{2}}}=\left({4 \over 4ac-b^{2}}\right)\;\;{ax+{\frac {b}{2}} \over {\sqrt {ax^{2}+bx+c}}}.}
Для випадку {\displaystyle m=2\!} матимемо:
{\displaystyle \int {dx \over (ax^{2}+bx+c)^{\frac {5}{2}}}=\left({4 \over 4ac-b^{2}}\right)^{2}\int (a-t^{2})dt=\left({4 \over 4ac-b^{2}}\right)^{2}\left(at-{\frac {t^{3}}{3}}\right),}
куди потім можна підставити явне значення для {\displaystyle t\!} (див. вираз (1)) й спростити результат.
Для випадку {\displaystyle m=3\!} матимемо:
{\displaystyle \int {dx \over (ax^{2}+bx+c)^{\frac {7}{2}}}=\left({4 \over 4ac-b^{2}}\right)^{3}\int (a-t^{2})^{2}dt=\left({4 \over 4ac-b^{2}}\right)^{3}\left(a^{2}t-{\frac {2a}{3}}t^{3}+{\frac {t^{5}}{5}}\right)}
й так далі.